# Ezekiel Mphahlele
Ezekiel Mphahlele, född 17 december 1919 i Pretoria, död 27 oktober 2008 i Lebowakgomo, Limpopoprovinsen, var en sydafrikansk författare. 

## Biografi
Mphahlele växte upp hos släktingar på landet och kom tillbaka till slummen i Marabastad som tonåring. Efter universitetsstudier arbetade han som journalist och lärare men avskedades 1952 sedan han kritiserat "the Bantu Education Act" som diskriminerade de svarta inom utbildningen. Under några år arbetade han som journalist för tidskriften Drum. 1947 debuterade han med novellsamlingen Man Must Live, and Other Stories. Han fick sitt genombrott med den självbiografiska Down Second Avenue 1959 (på svenska som Neråt Andra Avenyn, 1965).
År 1966 for han till USA, där han bland annat skrev den prisbelönta romanen The Wanderers (1968).

## Verk översatt till svenska
- Neråt Andra Avenyn, 1965 (Down second avenue 1959)